# 上杉勝義
上杉 勝義（うえすぎ かつよし）は、江戸時代後期の大名。出羽国米沢新田藩の第4代藩主。
寛政4年（1792年）、米沢藩の第8代藩主・上杉重定の長男である上杉勝熙の四男として誕生した。
文化12年（1815年）6月21日、米沢新田藩の第4代藩主・上杉勝定の養嗣子となり、同年11月9日に家督を継いだ。天保13年（1842年）3月9日に家督を甥で養子の勝道（兄・斉定の子）に譲って隠居した。
安政5年（1858年）、死去した。享年67。

## 系譜
父母
- 上杉勝熙（実父）
- 上杉勝定（養父）

正室
- 初 - 上杉勝定の娘

養子
- 上杉勝道 - 上杉斉定の四男